# 精聯電子
精聯電子股份有限公司（Unitech Electronics Co., Ltd.，品牌名稱：unitech），總部位於台北新店, 為臺灣的條碼識別設備製造商，母公司為精技電腦，成立於2008年(從精技電腦自動資料收集器AIDC事業群分割為精聯電子)，主要產品為工規行動電腦、條碼掃描器、RFID讀取器及軟體產品線，2009年上櫃，2022年股票在臺灣證券交易所上市(股票代號 3652)，目前董事長為葉佳紋。
在台灣設有製造、研發、行銷和業務團隊，全球（北美、南美、荷蘭、日本、台灣等地）共14個跨國據點、產品線有強固型工規行動電腦、條碼掃描器及RFID讀取器及軟體方案，為Google企業合作夥伴，於2022年從Android平台跨足到iOS平台。

## 公司歷程
- 1979年母公司精技電腦成立
- 1985年設立自動資料收集器（AIDC）事業群
- 2008年「精聯電子股份有限公司」設立
- 2009年股票在中華民國證券櫃檯買賣中心上櫃
- 2022年9月21日股票轉在臺灣證券交易所上市，股票代號 3652

## 外部連結
- 精聯電子官方網站 (全球總公司)
- 精聯電子官方網站 (台灣子公司)

1. ↑  . MoneyDJ理財網. 2024-10-09  [2025-08-19].
2. ↑  . www.tairoab2b.com.   [2025-08-19].